# ایرانستان
ایرانستان (انگلیسی: Iranistan) نام عمارتی در شهر بریجپورت ایالت کنتیکت آمریکا بود که در سال ۱۸۴۸ به سفارش سیاست‌مدار آمریکایی فینیاس تیلور بارنوم ساخته شد. بارنوم در این عمارت میزبان معاصران سرشناسی چون متیو آرنولد، مارک توین، جرج آرمسترانگ کاستر، و هوراس گریلی بود. عمارت ایرانستان ده سال پس از ساخته شدنش در یک آتش‌سوزی تخریب شد.